# Флаг Степного сельского поселения (Краснодарский край)
Флаг муниципального образования Степно́е сельское поселение Приморско-Ахтарского района Краснодарского края Российской Федерации — опознавательно-правовой знак, служащий официальным символом муниципального образования.
Флаг утверждён 23 марта 2012 года решением Совета Степного сельского поселения № 106 и 2 июля 2012 года внесён в Государственный геральдический регистр Российской Федерации с присвоением регистрационного номера 7739.
Флаг Степного сельского поселения отражает исторические, культурные, социально-экономические, национальные и иные местные традиции.

## Описание
«Прямоугольное двухстороннее полотнище зелёного цвета с отношением ширины к длине 2:3, в середине которого — жёлтый венок из хлебных колосьев, заполненный голубым цветом с выходящим из белой волнистой полосы белым лебедем, распахнутые крылья которого лежат поверх венка. По углам полотнища — четыре жёлтых стебля рогоза (камыша)».

## Обоснование символики
Станица Степная была образована в процессе размежевания земель Кубанской области в начале 70-х годов XIX века. Место для нового поселения было выбрано на берегу Кирпильского лимана (аллегорически представленного на флаге поселения серебряными волнами и стеблями камыша-рогоза) и первоначально называлось хутор Кирпильский. Однако уже в 1881 году хутор был переименован в «Степной».
Территории, вошедшие в состав Степного сельского поселения, славятся своей уникальной фауной. Обитают здесь лебеди, цапли, много хищных птиц.
Белый лебедь — один из символов Приморско-Ахтарского района. Лебедь является единым художественным образом всего разнообразия фауны поселения, которая делает его привлекательным для охотников и рыболовов. Лебедь — символ верности, природной грации и красоты.
Венок из золотых колосьев и четыре стебля рогоза (камыша) — аллегория административного центра поселения станицы Степная и четырёх хуторов (Батога, Красный, Новые Лиманокирпили, Старые Лиманокирпили), входящих в состав поселения. Хлебные колосья — символ урожая, плодородия кубанских чернозёмов, символ жизненной силы.
Зелёный цвет символизирует весну, здоровье, природу, молодость и надежду.
Жёлтый цвет (золото) — символ урожая, богатства, высшей ценности, величия.
Голубой цвет (лазурь) — символ возвышенных устремлений, искренности, преданности, возрождения.
Белый цвет (серебро) — символ чистоты, открытости, божественной мудрости, примирения.